# Landschaftsschutzgebiet Harkortsee

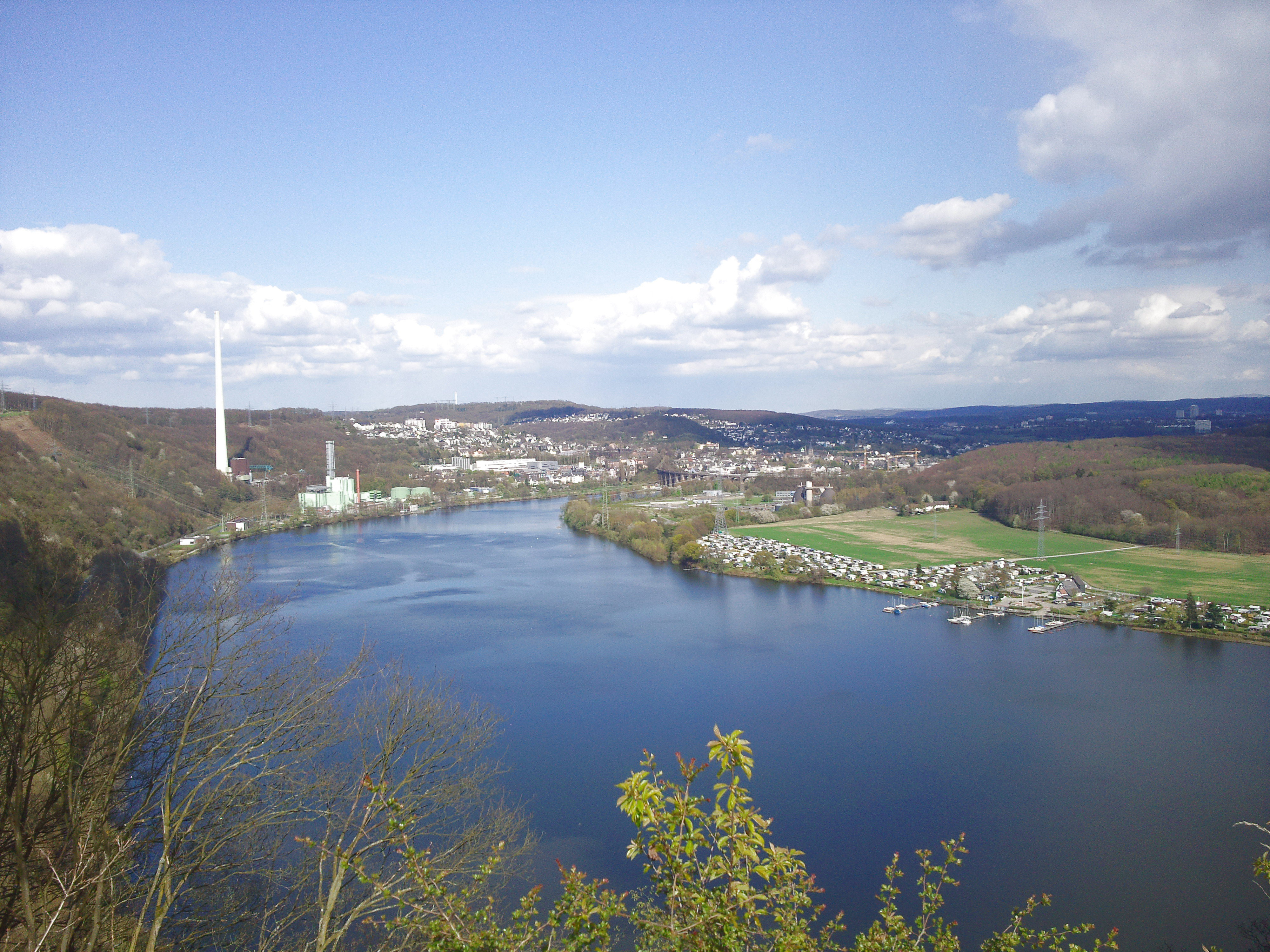
Landschaftsschutzgebiet Harkortsee (rechte Seeseite) und Landschaftsschutzgebiet Schede/Auf dem Heil/Rostesiepen/Kallenberg/Harkortberg/Harkortsee/Ruhrauen (linke Seeseite)

Das Landschaftsschutzgebiet Harkortsee mit einer Flächengröße von 50,54 ha befindet sich auf dem Gebiet der kreisfreien Stadt Hagen in Nordrhein-Westfalen. Das Landschaftsschutzgebiet (LSG) liegt im Hagener Stadtteil Vorhalle. Das LSG wurde 1994 mit dem Landschaftsplan der Stadt Hagen vom Stadtrat von Hagen ausgewiesen.

## Beschreibung
Das LSG umfasst die Teile des Harkortsees und Ruhr mit Teilen des Südufer im Hagener Stadtgebiet. Es geht bis zur Stadtgrenze im See nach Wetter und Herdecke im Ennepe-Ruhr-Kreis. Der Seeteil im Ennepe-Ruhr-Kreis gehört zum Landschaftsschutzgebiet Schede/Auf dem Heil/Rostesiepen/Kallenberg/Harkortberg/Harkortsee/Ruhrauen. Es gehören teilweise auch Uferbereiche zum LSG, während zwei Yachthäfen nicht zum LSG gehören. In Hagen grenzen das Naturschutzgebiet Ehemaliger Yachthafen Harkortsee, das Naturschutzgebiet Kaisbergaue, Campingplätze und eine Kläranlage an.

## Schutzzweck
Laut Landschaftsplan erfolgte die Ausweisung „wegen der Vielfalt, Eigenart und Schönheit des Landschaftsbildes insbesondere, des Harkortsees und wegen seiner besonderen Bedeutung als stadtnaher Erholungsraum für die Bevölkerung der Städte Hagen und Wetter“.

## Besondere Verbote im LSG
Neben den in Landschaftsschutzgebieten in Hagen üblichen Verboten sind für das LSG besondere Verbote erlassen worden. Es ist im LSG Harkortsee verboten zu baden, ferner im Winter die Eisfläche zu betreten und zu befahren. Zum Wasservogelschutz ist es verboten die Teichrosenfelder mit Booten zu befahren. Dieses Verbot gilt auch für nicht motorgetriebene
Boote.